# Ecchlorolestes peringueyi
Ecchlorolestes peringueyi là loài chuồn chuồn trong họ Synlestidae. Loài này được Ris mô tả khoa học đầu tiên năm 1921.